# Baía de Hawke

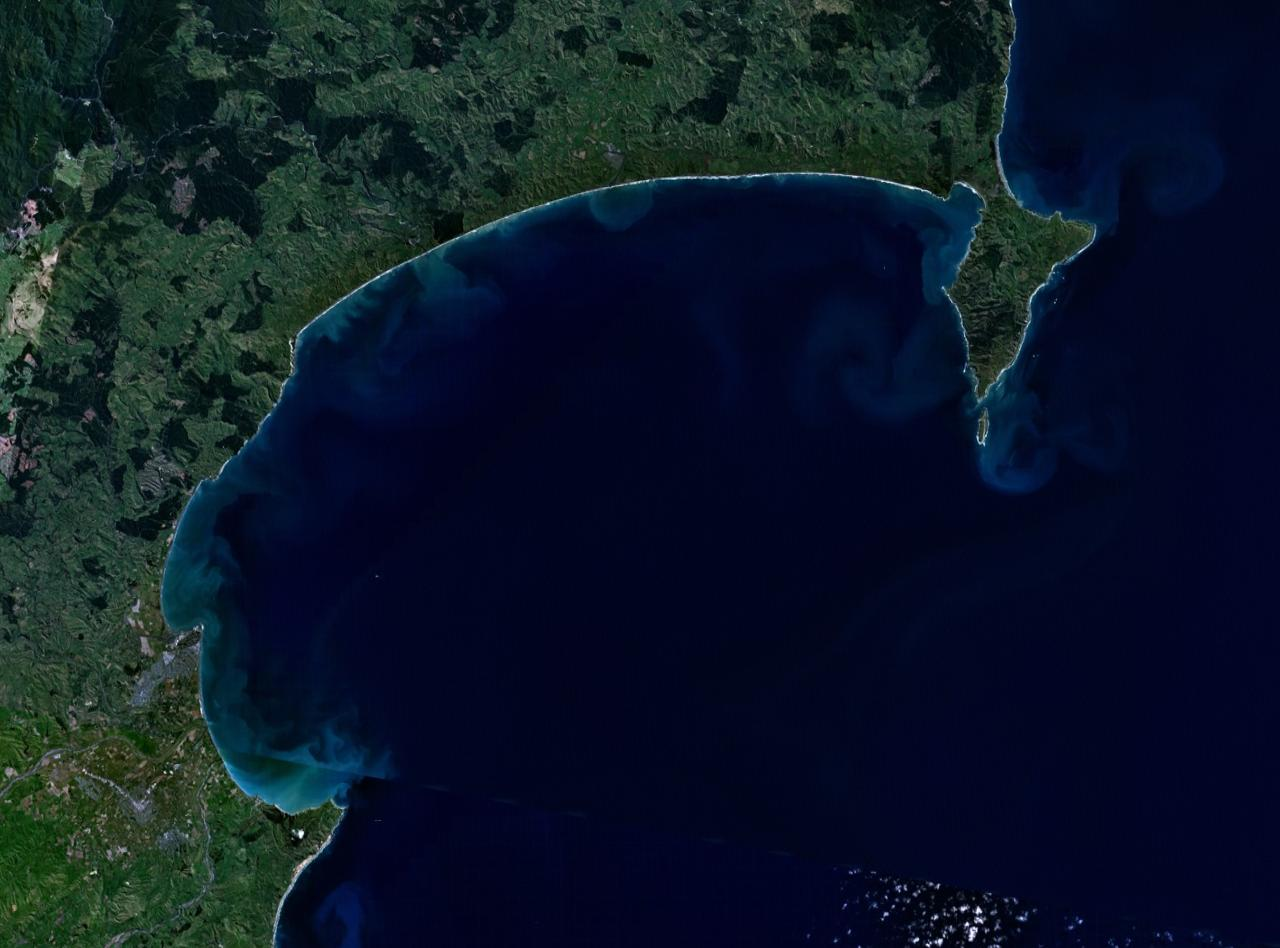
Imagem de satélite da Baía Hawke

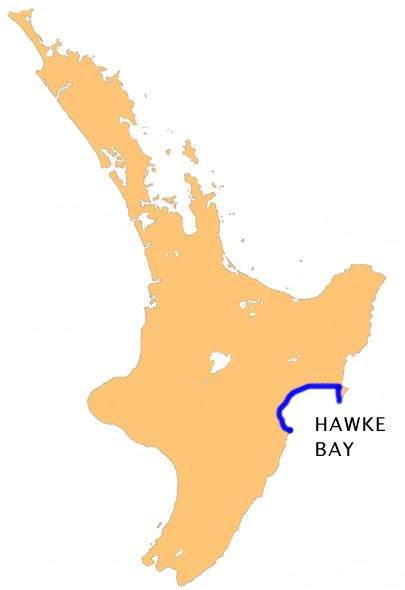
Localização da Baía Hawke

A Baía de Hawke (em inglês:  Hawke Bay) é uma grande baía na costa oriental da Ilha Norte da Nova Zelândia.  Estende-se desde a Península Mahia a nordeste até ao Cabo Kidnappers a sudoeste, numa distância de cerca de 100 km.
O Capitão James Cook, a bordo do HM Bark Endeavour, navegou pela baía em 12 de outubro de 1769. Depois de a explorar, deu-lhe o nome em homenagem a Sir Edward Hawke, Primeiro Lorde do Almirantado, em 15 de outubro de 1769, descrevendo-a como tendo 13 léguas (cerca de 64 km) de extensão.
Esta área da costa da Nova Zelândia está sujeita a levantamento tectónico, com a terra a ser elevada em relação ao mar. Por este motivo, a terra costeira tem depósitos marinhos significativos, com fósseis marinhos e de dinossauros a serem encontrados no interior. O sismo de Napier em 3 de fevereiro de 1931 resultou em várias partes do leito marinho perto de Napier terem sido elevadas acima do nível do mar.